# Zêzere
 (novembre 2024).
Si vous disposez d'ouvrages ou d'articles de référence ou si vous connaissez des sites web de qualité traitant du thème abordé ici, merci de compléter l'article en donnant les références utiles à sa vérifiabilité et en les liant à la section « Notes et références ».
Pour les articles homonymes, voir Zêzere (homonymie).
Le Zêzere est une rivière du Portugal, prenant sa source à 1 900 m d'altitude dans la Serra da Estrela, et qui se jette, après un cours de 242 km, dans le Tage, à l'ouest de la ville de Constância.

## Géographie
Le Zêzere est la plus longue rivière exclusivement portugaise, devant le Mondego.
Ses principaux affluents sont :
- sur la rive droite, l'Alge, le Cabril, la rivière d'Unhais, le Nabão, la rivière de Paul et la rivière de Pêra ;
- sur la rive gauche, la rivière de Bogas, la rivière de Caria, la rivière d'Isna, la rivière de Meimoa, la rivière de Sertã et la rivière de Teixeira.

Son bassin hydrographique s'étend sur 5 043 km², dont 1 056 pour son affluent le Nabão. La grande dénivellation de son cours, conjuguée à un débit parfois supérieur à 10 000 m³/s, constituent une ressource hydroélectrique notable, qui a conduit à la construction de trois barrages sur son cours : le barrage de Bouçã (mis en service en 1955), le barrage de Cabril (mis en service en 1954) et le barrage de Castelo do Bode (mis en service en 1951), qui produisent à eux trois 700 millions de kWh chaque année.